# Korbevac
Korbevac (cyr. Корбевац) – wieś w Serbii, w okręgu pczyńskim, w mieście Vranje. W 2011 roku liczyła 663 mieszkańców.